# Dione Lucas
Dione Lucas (1909 - 1971) foi uma cozinheira e escritora britânica, autora de livros de culinária.

## Trabalhos

### Livros
- The Cordon Bleu Cook Book (1947)
- The Dione Lucas Meat and Poultry Cook Book (1955, con Anne Roe Robbins)
- The Gourmet Cooking School Cookbook (1964)
- The Dione Lucas Book of Natural French Cooking (1977, con Marion y Felipe Alba)
- The Gourmet Cooking School Cookbook (1982, con Darlene Geis)

### Televisão
- To The Queen's Taste
- The Dione Lucas Cooking Show